# Tanzanberotha hirsuta
Tanzanberotha hirsuta là một loài côn trùng trong họ Berothidae thuộc bộ Neuroptera. Loài này được U. Aspöck & Hynd miêu tả năm 1995.